# Eudendrium moulouyensis
Eudendrium moulouyensis är en nässeldjursart som beskrevs av Marques, Peña Cantero och Vervoort 2000  . Eudendrium moulouyensis ingår i släktet Eudendrium och familjen Eudendriidae. Inga underarter finns listade i Catalogue of Life.